# Sanky (Nischyn)
Sanky (ukrainisch Заньки; russisch Заньки Sanki) ist ein Dorf in der ukrainischen Oblast Tschernihiw mit etwa 400 Einwohnern (2004).

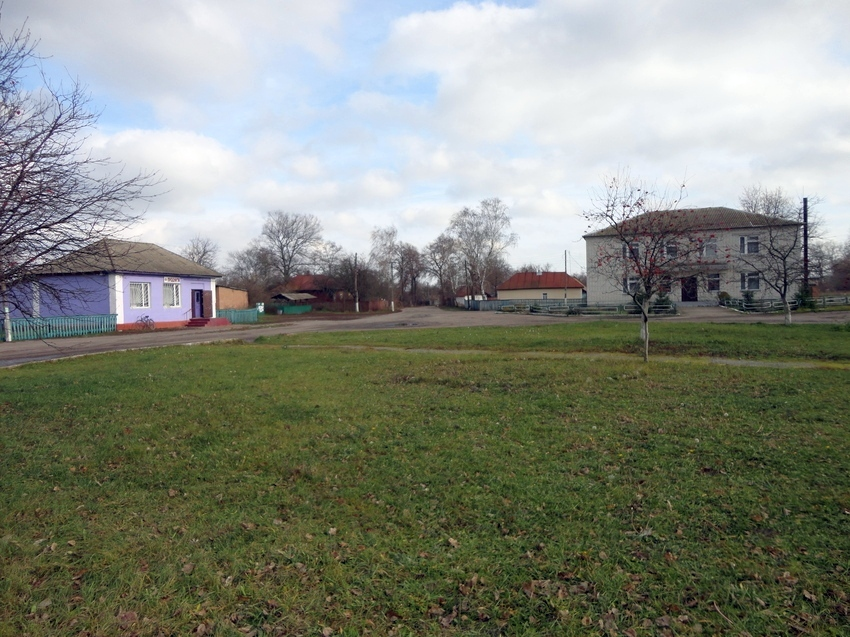
Blick in den Ort

Sanky wurde Mitte des 14. Jahrhunderts gegründet, im Dorf befindet sich ein Denkmal und ein Museum zum Gedenken an die hier geborene Theaterschauspielerin Marija Sankowezka (1854–1934).
Die Ortschaft liegt an der Fernstraße M 02/ E 101 etwa 25 km nördlich vom Rajonzentrum Nischyn und etwa 80 km südöstlich der Oblasthauptstadt Tschernihiw.
Am 11. Juni 2018 wurde das Dorf ein Teil der Landgemeinde Wertijiwka, bis dahin bildete es die gleichnamige Landratsgemeinde Sanky (Заньківська сільська рада/Sankiwska silska rada) im Nordosten des Rajons Nossiwka.